# Chaoborus elnorae
Chaoborus elnorae är en tvåvingeart som beskrevs av Shannon och Ponte 1928. Chaoborus elnorae ingår i släktet Chaoborus och familjen tofsmyggor. Inga underarter finns listade i Catalogue of Life.